# 波斯藍
波斯藍是一種介於暗藍色與紫色之間的色彩，此色為兩種波斯商品（波斯布料的靛蓝色和波斯陶瓷的藍色）的混合因而得名。